# Transtage
Transtage – amerykański człon rakietowy używany w rakietach podrodziny Titan III, produkowany przez firmę Martin Marietta. Użyty 40 razy, w tym 3 razy niepomyślnie, w latach 1964–1989.
Człon był testowany na rakietach Titan IIIA. Pierwsza z prób, Transtage 1, 1 września 1964, zakończyła się niepowodzeniem, oznaczonym w katalogu COSPAR jako 1964-F10, a w katalogu SATCAT, jako F00307 (rakieta) i F00308 (Transtage). Transtage nie uszczelnił się, co spowodowało przedwczesne wyłączenie się silnika i nieosiągnięcie orbity. Drugi lot, 10 grudnia 1964, zakończył się już pomyślnie.